# Zhang Lei
Zhang Lei (Shanghai, 11 gennaio 1985) è una pallavolista cinese.
Gioca nel ruolo di schiacciatrice e opposto nello Shanghai Dong Hao Lansheng Nuzi Paiqiu Julebu.

## Carriera
la carriera di Zhang Lei inizia a livello scolastico. Debutta da professionista nella Volleyball League A cinese nella stagione 2001-02, quando entra a far parte dello Shanghai Sheng Paiqiu Dui. Dopo due finali scudetto perse contro il Tianjin Nuzi Paiqiu Dui nei campionati 2008-09 e 2009-10 viene convocata per la prima volta in nazionale facendo il suo esordio nel 2010, vincendo la medaglia d'oro alla Coppa asiatica ai XVI Giochi asiatici, nel 2011 vince invece la medaglia d'argento alla XXVI Universiade, per poi aggiudicarsi l'oro al campionato asiatico e oceaniano, che la qualifica alla Coppa del Mondo, dove vince la medaglia di bronzo. Nella stagione 2011-12 è nuovamente finalista in campionato, perdendo questa volta contro il Guangdong Hengda Nuzi Paiqiu Julebu; nel 2012 vince la medaglia d'argento alla Coppa asiatica e partecipa ai Giochi della XXX Olimpiade di Londra. Un anno dopo, sempre con la squadra nazionale, vince la medaglia d'argento al campionato asiatico e oceaniano.
Nella stagione 2013-14 lascia per la prima volta la Cina per giocare nella Superliqa azera con l'İqtisadçı Voleybol Klubu, ma già nella stagione seguente fa ritorno allo Shanghai Dong Hao Lansheng Nuzi Paiqiu Julebu.

## Palmarès

### Nazionale (competizioni minori)
- Montreux Volley Masters 2010
- Coppa asiatica 2010
- Giochi asiatici 2010
- Montreux Volley Masters 2011
- XXVI Universiade
- Coppa asiatica 2012